# تریلیوم قرمز
تریلیوم قرمز (نام علمی: Trillium erectum) نام یک گونه از سرده تریلیوم است.
تریلیوم قرمز یک گل تکی به رنگ بنفش مایل به قرمز تیره است و دارای ۳ برگ پهن و لوزی شکل می‌باشد. این گل در ماه‌های آوریل و ژوئن شکوفه داده و در محیطی نیمه‌آفتابی و در خاکی با زه‌کشی مناسب و مرطوب رشد می‌کند. 